# Crécy-sur-Serre
Crécy-sur-Serre è un comune francese di 1 505 abitanti situato nel dipartimento dell'Aisne della regione dell'Alta Francia.

## Società

### Evoluzione demografica
Abitanti censiti